# 奇日夫
49°41′44″N 24°56′19″E / 49.69556°N 24.93861°E
奇日夫（烏克蘭語：Чижів），是烏克蘭西部的村莊，隸屬利維夫州的佐洛奇夫區。該村始建於1510年，面積0.8平方公里，海拔高度344米，2001年人口132，人口密度每平方公里165人。